# Mika Lins
Mika Lins Glasberg (São Paulo, 1 de dezembro de 1965) é uma atriz e diretora de teatro brasileira.

## Primeiros anos
Nascida na São Paulo da década de 1960, filha do pernambucano Rômulo Lins e da atriz e diretora de teatro baiana Eugênia Teresa de Andrade.

## Carreira

### Atuação
Mika Lins estreou nos palcos em 1984 na peça A Casa de Bernarda Alba, com a qual foi indicada aos prêmios Mambembe e Governador do Estado, levando o último. No teatro dirigiu a peça Seria Cômico se Não Fosse Trágico, também em 1996, e viveu as agruras de ser produtora e protagonista do espetáculo Frida, que conta a história da pintora mexicana Frida Kahlo. A atriz trabalhou junto com diretores teatrais consagrados, como Antônio Abujamra, Zé Celso e Jô Soares.
Iniciou-se no cinema com o filme norte-americano O Quinto Macaco, em 1989, ao lado de Vera Fischer e Ben Kingsley, ganhador do Oscar por Gandhi. O filme foi dirigido pelo francês Eric Rochat e rodado em Parati, litoral sul fluminense. Na TV atuou em produções como Chapadão do Bugre, O Canto das Sereias, Os Ossos do Barão, Um Só Coração e Os Ricos Também Choram, assim como Amigas e Rivais.
Em 2009, quando perguntada do porquê de ter escolhido retratar um monólogo de Dostoiévsky a atriz respondeu:
«Qualquer pessoa que tem um mínimo de reflexão e tem dúvidas sobre a existência margeia o subsolo. A gente lida moralmente com rancores e recalques no dia a dia. O 'homem do subsolo' defende o direito de escolha -algo básico, mas fora de moda. Há pessoas que são tristes, têm menos crença na vida e nos relacionamentos, preferem ficar solteiras e não ter filhos... Por que não? Para que tomar Anafranil ou Lexotan? De onde tiraram que o homem precisa de uma vontade sensata? O homem precisa de uma vontade independente, custe o que custar e leve aonde levar. Por que a gente não pode mais ter dor, tristeza? Falta esse questionamento que nos leve a flertar com nossa liberdade pessoal. Amar só a prosperidade é até indecente. Não estou defendendo o sofrimento nem a prosperidade. Defendo o capricho. O meu capricho, e que ele me seja assegurado.»

### Direção
Além de atuar, também realiza trabalhos de direção de arte, como no caso do clipe de Chico César «De uns tempos pra cá» e no da banda Supergalo, «Bombando em Bagdá». Em 2010 a atriz troca mais uma vez de lado e dirige Dueto para um, que conta a história de uma violinista que se vê forçada a abandonar sua carreira no auge, pois torna-se vítima de esclerose múltipla.
Em 2013, dirigiu Festa no Covil, monólogo baseado na obra homônima do mexicano Juan Pablo Villalobos, interpretado pelo ator Marcos de Andrade.

## Filmografia

### Televisão
| Ano  | Título                 | Papel                  |
| ---- | ---------------------- | ---------------------- |
| 2007 | Amigas e Rivais        | Mara dos Anjos         |
| 2005 | Os Ricos Também Choram | Ester                  |
| 2004 | Um Só Coração          | Elvira                 |
| 1997 | Os Ossos do Barão      | Noêmia Caldas Penteado |
| 1991 | Floradas na Serra      | Olivinha               |
| 1990 | O Quinto Macaco        | Octavia                |
| 1990 | O Canto das Sereias    | Sofrosine              |
| 1989 | O Cometa               | Das Dores              |
| 1988 | Sampa                  | Luísa                  |
| 1988 | Chapadão do Bugre      | Maria do Carmo         |

### Teatro
- 2009–2010 – Memórias do Subsolo de Dostoievsky, dirigida por Cássio Brasil
- 2002 – Frankensteins, direção de Jô Soares
- 2000 – Fedra, diração de Antônio Abujamra
- 1998 – Cacilda, direção de José Celso Martinez Correia
- 1996 – Frida, direção de Fauzi Arap
- 1984 – A Casa de Bernarda Alba, direção de Eugênia Andrade

## Vida pessoal
A atriz é casada com o diretor de cinela publicitario Sérgio Glasberg, com o qual tem uma filha, Taciane. A família mora em um 
apartamento em um dos cartões postais de São Paulo, o edifício Copan, projetado por Oscar Niemeyer nos anos 1950. Sobre as vantagens de morar no prédio, a artista revelou em entrevista à revista TPM:
«Eu adoro o prédio e sua arquitetura. E este foi o apartamento com a vista mais bonita que encontrei. Há várias outras vantagens: aqui é alto, silencioso, tem os melhores cinemas e teatros por perto, estou no centro de tudo. Além de ser muito seguro morar nesta região, como já foi constatado até em pesquisas.»
No passado namorou o humorista Jô Soares, após ter ficado cinco anos separada de seu primeiro marido.